# Мала невеста
Мала невеста (хинд. बालिका वधु ; Balika Vadhu) је индијска сапуница снимана и приказивана од 2008. до 2016. године на Colors TV. Прича се бави дечјим браком, друштвеним обичајем који је законом забрањен, али још увек се упражњава у неким деловима Индије.
У Србији је серија од 2011. до 2016. приказивана на телевизији Пинк. Емитовање је прекинуто након 2000 епизода, те је у Србији преосталих 245 епизода остало неприказано.

## Сезоне
| Сезона | Сезона | Број епизода | Премијера сезоне | Крај сезоне     |
| ------ | ------ | ------------ | ---------------- | --------------- |
|        | 1      | 2165         | 21. јул 2008.    | 22. април 2016. |
|        | 2      | 80           | 25. април 2016.  | 31. јул 2016.   |

## Прва сезона

### Прича о дечјем браку и конзервативним индијским обичајима
Радња је смештена у руралном Раџастану и приказује се, поред осталих владајућих друштвених зала, пракса дечјег брака. Радња почиње када се осмогодишња девојчица Ананди удаје за свог вршњака Јагдиша, због традиције. Анандина учитељица Сандија покушава да спречи овај брак, али безуспешно. Ананди је отишла са осам година у своју тазбину, где је туговала за својим родитељима, али је имала велику подршку свекрве Сумитре и свекра Бајрона. Баба Каљани покушавала је млађу снаху да научи свим традицијама и обичајима, не обазирући се на то да је Ананди само дете. Јагдиш и Ананди су се често расправљали, али се касније међу њима родило пријатељство и љубав.
Јагдиш је једини унук Каљани, која је строга, конзервативна особа, из традиционалне породице, која живи у селу Џаитсар. Има два сина, Бајрона и Васанта. Васант, старији син, је удовац, јер му је жена Јамуна преминула покушавајући да му роди наследника. Јамуна је имала неколико спонтаних побачаја, али Каљани није желела да послуша савет лекара и дозволи да се њеној снахи изврши абортус, Јамуна је преминула. Васант је у ствари прави син Махавира Синга, Каљаниног заклетог непријатеља. Каљани је старијег сина оженила по други пут, Геном, младом девојком из сиромашне породице чији је био задатак да Васанту подари наследника, а заузврат Каљани је њене родитеље извукла из дуговања. Због разлике у годинама наилазили су на бројне сукобе, али су се касније заволели и добили су сина, Нандуа.
Бајрон, други Каљанин син, ожењен је са Сумитром и има двоје деце, Јагдиша и Сугну. Сугна је врло млада остала удовица, јер су јој мужа Пратапа убили разбојници, и то на путу да одведе Сугну својој кући. Сугна са осамнаест година доживљава горку судбину коју прати живот удовице, носи једнобојну одећу, не носи накит, живи у подруму, сама спрема и једе само посну храну, тј. суви пиринач и моли се са спокој душе свог супруга. Ипак, у њен живот улази светлост, јер се појављује нови просиоц Шијам. Рађа Варуна, Пратаповог сина и Шагун, Шијамову кћерку. У почетку њена тазбина не прихвата је за снаху, али касније исправљају ту грешку. Старамајка је Каљанина старија сестра, савремених је схватања и такође покушава да промени Каљани, побољша Васантов и Генин однос, те помаже Сугни као удовици. Анандини родитељи, Казан и Багвати Синг зарађују за живот од пољопривреде, те се често суочавају са проблемима, у којима им је увек помагао Бајрон.
Јагдиш бежи од куће, упада у лоше друштво. Бајрон, Шијам и Ананди одлазе у град да га нађу. Ананди да би спасила Јагдиша добија метак у главу. Она је болно повређена, али опстаје. Међутим, после тога има здравствених проблема и постаје заборавна. Каљани је убеђена да се Анандино стање неће побољшати и да ће Јагдишу бити боље са другом женом, те га жени по други пут, за девојчицу по имену Гудија. Анандини родитељи и Каљанини синови противе се овоме, а брак је одмах поништен од стране сеоског савета. Типри је Бајронова и Васантова пријатељица из детињства. Она је лудо заљубљена у Бајрона и покушава да уништи целу породицу. Међутим, откривено је да Типри има ментални проблем и одведена је да се лечи. Породица тада одлучи да држе Јагдиша и Ананди одвојено док не одрасту, зато што улазе у пубертет. Ананди се враћа кући код својих родитеља.

### Ананди и Јагдиш су порасли, Јагдиш се жени другом
После пет година, Ананди се враћа у тазбину, али мора да се суочи са Каљани. Између Јагдиша и Ананди се јављају љубавне чари. Јагдиш жели да студира медицину и једина га у томе Ананди подржава. Каљани му забрањује да иде. Ананди помаже Јагдишу да оде од куће и због тога трпи бес старе Каљани. На Медицинском факултету, Јагдиш се суочава са грдњом од сениора. Он упознаје младу девојку, Гаури и са њом постаје све приснији. Почиње да исмејава Ананди због поштовања традиције и зато што није школована. Ананди среће своју бившу школску учитељицу Сандију, која води кампању против дечјих бракова. Њој је потребна помоћ у тој мисији, али сматра да је Ананди сувише слаба да уради ишта поводом тога. Ананди добија инспирацију. Она спаси младу девојку Гули, која пролази кроз дечји брак. Ананди наставља рад на побољшању друштва. У међувремену, Јагдиш и Гаури су се веома зближили једно другом. На путу до Мумбаја, Ананди открива докле је Јагдиш дошао са њеном љубављу. Он чак ни својим пријатељима није рекао да је ожењен, већ се представио као момак. При повратку у Џаитсар, Ананди одлучује да настави своје школовање, од којих је одустала због Каљаниног неодобравања.
Радња напредује четири године. Удаљеност између Јагдиша и Ананди се повећала. Он је сада лудо заљубљен у Гаури која је заправо Гудија, девојка са којом је кратко био ожењен у детињству. Јагдиш и Гаури су постали доктори. Јагдиш се враћа у село и саопштава породици, која му је отворила сопствену клинику, да не може у њој да ради, да жели да настави студије и да настави свој даљи живот након тога у Мумбају. Ананди се разболела, породица жели да је пошаље у Мумбај. Они кажу Јагдишу да Ананди долази у Мумбај да остане са њим. Док се пакује, Јагдиш је зове и каже да је више не воли. Бајрон одлази у Мумбај да се супротстави свом сину и сазнаје за Јагдишеву нову љубав. Шокиран, он изјављује да је Јагдиш од сада мртав за њега. Када се вратио кући, он свима говори истину. Ананди је без речи и скоро попут зомбија. Сумитра одлучи да се састане са Јагдишом, али не успева у убеђивању да пође са њом. Ананди је добила жељу да поврати своје самопоштовање настављајући са студијима. Каљани је први пут у томе подржава.
Гаури иде да се нађе са Јагдишевом породицом где сазнаје да је Јагдиш дечко са којим су је венчали у детињству. Када се Јагдиш састане са Гаури она му објашњава истину о њиховој прошлости. Јагдиш јој говори да је много воли. Он је убеђује да је његов брак са Ананди незаконит. Јагдиш и Гаури се венчавају уз благослов њених родитеља. Гаури, ипак жели и благослов своје тазбине и шаље Јагдиша у Џаитсар. Јагдиш се нада да ће га Каљани подржати, међутим она осуђује његов други брак. Он објашњава да је Гаури у ствари Гудија и да је само исправио грешку која му је у детињству нанета. Каљани је пуно срце туге, јер мисли да је она узрок свих проблема. Она падне и губи свест. Јагдиш и Гаури се боре да је спасе. И поред тога, породица и даље не воли Гаури и одбија да је прихвати. Анандини родитељи, сазнајући истину вређају Јагдиша и покушавају да одведу Ананди. Приликом Јагдишевог и Гауриног одласка, Гаури се суочава са Ананди и назива њен брак неважећи, што је чуо и Бајрон и саопштава им да када се склопи дечји брак, ако опстане две године, након што младенци напуне осамнаест година, онда је он важећи и закон га признаје. Јагдиш и Гаури се враћају у град.
Ананди одлучи да жели да служи друштву као учитељица. Она започиње школу за сељане. На почетку, нико се не придружује њеној класи. Видевши да је Ананди тужна, Сумитра одлучи да постане њен први ученик. Многи сељани полако почињу да учествују, а касније се Каљани такође придружује њеној школи. Ананди помаже Аши коју је гуру покушао да дирне. Убрзо, Гаури остаје трудна. Каљани одлази у Колкату, јер њена старија сестра болује од рака. Затим, млад човек по имену Шраван састаје се са Ананди и тражи њену помоћ да себи нађе посао. Ананди проналази запослење за Шравана у Васантовој фабрици. Шраван одушевљава Анандину породицу са својом искреношћу. Међутим, после неколико дана, Ананди нестане и Шраванови родитељи дају неке доказе који сугеришу да је побегла са њим. Вести достиже и Јагдиш, али он одбија да их верује и реши да ће довести Ананди. Гули шаље Јагдишу писмо где пише да је приметила Ананди киднаповану на путу до школе и да је Шраван саучесник. Њу је уценио отмичар да ако она нешто открије, Ананди ће бити убијена. Откривено је да је Ананди киднаповао Шраван, који је радио за некога ко је против ње. Јагдиш проналази Ананди, спашава је и доводи кући, после чега је види изгубљен у мислима. Ананди су критиковали локални сељаци који мисле да је побегла са Шраваном. Међутим, Бајрон и породица проналазе Шравана и приморавају га да све призна пред сељанима. Ананди је проглашена невином. Испоставило се да је планирање отмице планирао син једног локалног политичара. Политичар, Хет Синг, такође је део плана, али некако је побегао неповређен.
Убрзо након тога, поглавар одлази из Џаитсара и предлаже Ананди као његовог наследника. Она је несигурна због своје способности да спроведи правду на одређеном месту. Међутим, њена породица је охрабрује да преузме изазов. Ананди се бира, без супротстављања, да буде први женски поглавар у историји села. Њој је такође помогла њена другарица из детињства Пули. Гаури долази од свог деде који је школски директор сазнајући да је Бајрон платио трошкове за њено образовање. Гаури оде у Џаитсар да му се супротстави. Она га оптужује да покушава да се представи колико је диван. Она такође оптужује Ананди да је себична девојка која жели да сви остали верују колико је добра, као да је светица. Сумитра је схватила како је Гаури лоше васпитана особа и да њен брак неће дуго потрајати. Она оспорава Сумитру да се ни под каквим околностима Јагдиш не би поново осврнуо на своју кућу. На повратку у Мумбај, Гаури лаже Јагдиша рекавши му да је ишла у Бопал да се сретне са својом рођаком. Она чини више покушаја да одржи Јагдишеву љубав.
После неколико дана, Нанду долази у сукоб са другим дечаком из школе. Дететови родитељи се укључе, а ствар иде у руке сеоског савета. Ананди као поглавар у селу чини правду. Она тражи од родитеља другог дечака да се извине Васанту и Гени и тражи од Нандуових родитеља новац да дају родитељима другог дечака. Васант и Гена постају увређени, напусте кућу и одлазе у кућу Махавир Синга. Након много молења и извињавања Ананди, Бајрона и Сумитре, они се не враћају. Неколико дана касније Каљани их је информисала да се враћа. Она је схватила да нешто није у реду у кући, супроставља се са породицом и проглашава Ананди кривцем. Касније се показало да она то ради само да би задржала своју породицу, а заправо не мисли да је Ананди погрешила. У Мумбају постоји радионица и изложба медицинских инструмената. Овом приликом Бајрон шаље Ананди и Лал Синга у Мумбај. Јагдиш и Ананди се срећу. Гаури покушава да буде коректна са Ананди, али индиректно је вређа. У Џаитсару, Каљани је дошла до сазнања о Нандуовој лошој навици узимања туђих ствари без њиховог питања. Васант и Гена прихватају своју грешку и породица је поново уједињена.
Изненада долази Каљанина старија сестра у посету. Каљани сматра да она не треба да зна за нарушен однос између Ананди и Јагдиша. На прослави Холија, Ананди ставља боју на Јагдишево лице, када Јагдиш настоји да се спаси, Ананди случајно пада у његово наручје. Каљани позива чланове породице и говори им да ће прославити баба-теткин рођендан. Током припрема, Јагдиш и Ананди су се приближили. Када Гаури оде у Џаитсар, баба-тетка открива пред Гаури да они иду да прославе Јагдишеву и Анандину годишњицу венчања, након чега би они могли бити благословени са дететом, онда се она разбеснела. Она бесна виче истину на сав глас. Баба-тетка није у стању да више поднесе и онесвести се. Гаури љутито одлази. Када они одведу баба-тетку у Џајпур, доктор каже да постоји мало наде за њен опоравак, осим ако се она одведе у САД. Када баба-тетка добије свест, она говори Јагдишу да ће ускоро схватити своју грешку и вратити се својој породици. Док одлази, баба-тетка каже Каљани и Ананди да ће се она вратити ускоро и да не треба да плачу због ње.
Јагдиш се враћа у Мумбај, он је љут и назива Гаури себичном и егоистичном, која мисли само на себе и говори јој да је почео да је мрзи. Декан болнице саопштава Јагдишу да му неће бити дозвољено да седи на завршним испитима. Јагдиш криви Гаури за ову ситуацију. Она улази у свој ауто, вози и сећа се Јагдишевих речи. Гаури се телефоном свађа с Ананди. Гаури бесна баца телефон, губи контролу и удара у стуб. Почиње да крвари и пада у несвест. Доктор саопштава Јагдишу и Гаури да је Гаури изгубила бебу. Јагдиш говори Гаури да треба да забораве све што се десило и да крену испочетка. Гаури је срећна што то чује.
Каљани обавештава породицу да је размишљала о Анандиној будућности и да је одлучила да опет уда Ананди. Бајрон говори Каљани да прво треба да предају захтев за развод, а сви знају да ће за Ананди то бити врло болно. Он показује папире за развод и говори да их и Јагдиш и Ананди морају потписати, касније да се појаве на суду и шест месеци касније развод ће бити одобрен. Ананди и Јагдиш су потписали папире за развод. Јагдиш улази са Гаури у своју кућу и наводи да се неће појавити пред судијом ако не добије свој део имовине.

### Ананди упознаје Шива који затим постаје њен нови супружник
Ананди је упознала Шивраџа који је спасио са кочије покушавши да заустави коња који је преплашен почео да јурца. Он је нови шеф округа у Џаитсару. Баба у својим замишљеним визијама види Шива као другог Анандиног мужа. Она пита Шива да ожени Ананди. Он невољно пристаје знајући Анандину прошлост, док се Ананди не слаже. У међувремену, Анандина мајка умире, док доноси њену последњу жељу за Ананди да је испуни, а то је да се уда за Шива. Ананди се слаже. Јагдиш у граду налеће на Гауриног деду, који му открива све што је Гаури урадила. Након бурне расправе и њених нових лажи, он је удара. Гаури моли деду да убеди Јагдиша како јој је он све, али он се повлаћи ставивши јој до знања да мора да испашта за зло које је нанела свима. Јагдиш се каје због тога што је изгубио девојку као што је Ананди и говори Гаури да је оставља, јер га никада није ни волела. Присећа се свих неправди које је учинио Ананди због Гауриних лажи, одлази из куће и стиже у Џаитсар. У току је веридба Ананди и Шива. Шив је на путу да Ананди стави прстен, Јагдиш улази и види да је у току веридба. Јагдиш моли Каљани и Бајрона за још једну прилику. Он моли Ананди да му опрости и врати му његову породицу, јер му је потребна.
Јагдиш каже да је изгубио дивну девојку попут Ананди због својих грешака. Шив тражи од Ананди да буде потпуно сигурна да жели да се уда за њега, треба пажљиво да одлући шта ће, јер је дошло време да изабере. Јагдиш додаје да ће од Ананди затражити још једну шансу. Он почиње да моли бабу да му помогне да поврати Ананди. Шив каже да не жени Ананди због ритуала и традиције, него зато што се заљубио у њу. Он долази у палату и говори да одбија да ожени Ананди и не прихвата њихову просидбу. Ананди је у шоку. Она тражи од Бајрона да пусти Шива упркос његовом противљењу, као да зна да иза свега стоји Јагдиш. Шив каже Јагдишу да је после много потешкоћа Ананди почела да му верује, а он је то сада покварио. Каљани благосиља Ананди која је обучена као невеста. Ананди је емотивна, гледа Хавели пре него што напусти кућу и оде да живи код Шива. Ананди и Шив се коначно венчавају уз благослове на хиљаду људи који су се окупили да дају добре жеље.

### Јагдиш се жени по трећи пут
Девојка која се зове Ганга је девојка која се удала као дете за дечака по имену Ратан Синг. Била је мучена од њега и врло тужна, чак је касније покушао и да је убије. Јагдиш је побегао од куће и тамо он налази Гангу и покушава да јој помогне, али не може. Ганга је хтела да се отараси свог мужа Ратана Синга. Јагдиш затиче Гангу коју је Ратан Синг претукао, па је затим узео дете и побегао. Јагдиш је одлучио да врати дете Ганги. Ананди схватила да се заљубила у Шива, али, због срамежљивости, она није у стању да му искаже љубав. На крају је ипак успела. Каљани је сазнала да Васант и Гена желе поновно да имају дете. Она саветује Гангу да се разведе од Ратана Синга. Јагдиш нуди Ганги посао да буде медицинска сестра у његовој болници. Ананди је спасила Гангино дете од отмице Ратана Синга, па полиција дошла и ухапсила њега и његову породицу.
Шив и Ананди су се преселили да живе у Удајпур, јер је Шив добио ново радно место. Ананди је тужна, јер се мора одвојити од своје породице у Џаитсару. Млади брачни пар је ишао чак и на медени месец у Кашмир. Ганга учи да постане болничарка у болници у којој Јагдиш ради. У међувремену, и Шивова сестра Санчи и Ганга су заволеле Јагдиша. Санчи говори својој породици да воли Јагдиша, а укућани мисле да су они два различита света. Међутим, они сви крену код Каљанине породице да траже Јагдишеву руку. Јагдиш пристане зато што су му то тражиле мама и баба. Гангин бивши муж, Ратан Синг је поново напао Гангу и њеног сина и завезао је Јагдишеву породицу. Након тога, Ганга је отишла из палате. Гена је остала у другом стању и родила је девојчицу која се зове Бајрави. Ганга треба да иде у Мангалор да похађа курс да би постала болничарка. Јагдиш треба да је прати. Међутим, Санчи потплати свештеника да веридба буде тог дана да он не би могао да оде са Гангом. Јагдиш и Санчи се вере и радња одмакне пола године.
Јагдиш, Ганга и Санчи завршавају студије. Ганга пристаје да ради у болници у којој ради Бал. Санчи и овог пута подмити свештеника за датум свог венчања. Ананди сазна за то и ником не говори. У међувремену, Јагдиш буде код Шекарових и током разговора са Ананди схвати да воли Гангу. После неког времена, он оде у Удајпур и чује у кафићу разговор Санчи и њених пријатељица. Санчи говори о томе како се све време претвара. Онда Јагдиш оде код Санчине породице и одлучи да раскине веридбу. Када је Санчи сазнала за то, почела је да хистерише. Гангу, која ради у болници у Мангалору, је Бал оптужио да је крала лекове. Она, ни крива, ни дужна, заврши у затвору и Јагдиш долази да је избави.
Јагдиш одведе Гангу својој кући и признаје јој да је воли. Укућани траже од Ганге да напусти кућу, јер сви мисле да хоће да "упеца" Јагдиша, јер је богат. Заправо, то мисли Сумитра, док су остали љути на Јагдишa јер је раскинуо веридбу са Санчи. Јагдиш онда тврди да, уколико не може Ганга да буде ту, не може ни он. Јагдиш ставља Ганги синдур на чело и тиме је прихвата за своју жену, али је њихово венчање непотпуно. Јагдиш је поклонио Ганги венчаницу, па се њих двоје венчавају. Јагдиша нико из породице не подржава, осим Бајрона. Санчи одлучује да врати Јагдиша у њен живот. Узима нож и сече вене, а затим пада у несвест. Полиција долази да ухапси Јагдиша, јер је Санчи покушала да се убије. Обе породице су позване на суд. Ананди на суду раскринкава Санчи да је говорила лоше о Јагдишу и његовој породици. Санчи повлачи случај против Јагдиша. Шив и остали чланови његове породице се извињавају Јагдишу. Цела Јагдишева породица је прихватила Гангу за своју снају.
Шекарови добијају позив за Јагдишев и Гангин пријем. Породица се одлучи да за то не кажу Санчи. Ипак, она је сазнала за то. Санчи одлази код другарице и пије. Затим, пијана Санчи одлази код Сингових и вређа их све редом. Шекарови су схватили да их је Санчи обрукала и закључавају је у собу. Ганга је сазнала да је трудна и одлучује да то не каже осталима, јер ће можда имати компликација у трудноћи. Установљено је да је Шив усвојен. Односно, он је Минин и Апунов син. Наводно, Ира је родила мртву девојчицу и дали су јој здраву бебу - Шива. Појавио се Шивов отац Ануп, али сазнало се да је он изгубио памћење и да се не сећа ничега. После неког времена, Ганга је открила Синговима да је трудна. Докторка тврди да не постоје шансе за абортус и да немају други избор него да задрже трудноћу. Анупу се вратило памћење уз Анандину помоћ. Ананди и Шив усвајају дете. Они за годишњицу брака добијају сина који се зове Амол. Амол је непокретан. Ганга је успела да роди дечака. И мама и беба су добро. Сину су дали име Абиманју.
Санчи је силовао њен друг Саураб и све је снимао. Она га је тужила и добио је само седам година затвора. Наиме, Саурабов брат Вивек је био адвокат на том суду и стао је на страну истине. Због тога што јој се десило, Санчи се заиста променила. Откривено је да Гангин син из првог брака, Ману, има леукемију. Тражи се донатор коштане сржи за Мануа. Ганга не може бити давалац, али зато Ратан Синг може. Ратан Синг се сложио да спаси живот свом сину, али под условом да заузврат добије Мануа. Ганга је прихватила Ратанову уцену. Вивек говори Шекаровима да жели да ожени Санчи. Она говори свима да је спремна да се уда за њега. Мануово тело је прихватило трансплантацију. Ратан је одустао од жеље да Ганги одузме Мануа, тако да ће Ману остати са Гангом и Јагдишем. Санчи и Вивек се венчавају, а тада упадају Вивекови родитељи, који им нису ни дали благослов, нити прихватили Санчи. Тада прекидају све везе са својим сином.
Јагдиш се кандидује на изборима на наговор његове бабе Каљани. Хет Синг прети Јагдишу да се повуче из политике, што Јагдиш одбија. Хетов син жели да се освети и покушава да силује Гули. Каљани узима пушку и убија га. Каљани одлази у полицијску станицу да се преда полицији. Јагдиш је победио на изборима са највишим бројем гласова. На судском рочишту, Гули је доказала да Каљани није крива и она је ослобођена свих оптужби. Вивекови родитељи и његова сестра долазе у Санчину кућу. Вивек и Санчи им кажу да се врате својој кући и ови одлазе. Саураб је изашао на неколико дана из затвора и жели да се освети Вивеку и Санчи. Он емотивно уцењује свог брата Вивека и малтретира Санчи. Сумитра и Бајрон добијају позив за Америку и пристају на њега. Шивова секретарица, Расика, оптужује Шива за злостављање, а затим заједно са својим љубавником убија свог мужа и сву кривицу сваљује на Шива. На суду, после саслушања сведока, пресуђено је да је Шив невин и он је ослобођен свих оптужби. Гули се удаје за Хардика, унука од деде и дедине сестре, Субадре. Шекарови прихватају Гули, док Субадра то не чини. Васант даје свој живот да би спасио Каљани. Сви су тужни и потресени што је он умро.
Појавила се мистериозна жена, која је имала саобраћајну несрећу и има повреде на лицу, а то је нико други до Гаури. Она мора на пластичну операцију. Гаури је опростила Јагдишу, не знајући да је Ганга његова жена. Саураб наставља да прави смицалице Санчи како би је Вивек оставио, али Вивек има план. Санчи је напустила Вивекову кућу на његов наговор да би је заштитио од Саураба. Убрзо, Саураб је разоткривен и враћен у затвор. Након што су увидели своју грешку, Вивекови родитељи су овога пута потпуно прихватили Санчи. Гаурина операција је прошла успешно и Јагдиш је доводи својој кући, јер јој је потребна медицинска нега. Субадра се прави се да је увидела своје грешке и лажно се извињава свима. На Гени је одговорност вођења посла који је Васант радио. Након што Гаури сазна да је Јагдиш ожењен Гангом, изнервирана напушта кућу Сингових. Субадра купује опасне дроге које ставља у колаче и даје их Ананди. Каљани је одлучила да крене у школу да би се образовала. Онда долази Палаш, сликар. Жена његових снова је портрет Венус, који личи на Ананди. Када он упозна Ананди, он постаје опседнут њом и он наслика Ананди. Касније, он почиње да је уцењује и узнемирава, те је киднапује, али Шив је спашава. Гена пристаје да се уда за Ниранђана, њеног бившег учитеља који је некад учио. Амол је проходао. Наиме, он је успео да стане на своје ноге да би спасио Ананди. Гена се удала за Ниранђана, али Нанду не прихвата њихов брак. Сона је Гангина сестра од тетке и њу је муж терао да се бави проституцијом. Санчи је остала трудна, али је изгубила бебу тако што се онесвестила у парку.

### Шив умире. Анандина ћерка је нова мала невеста
Ананди је такође у другом стању и чека близанце. Терориста је виђен у граду и Шив је покушавао да га убеди да се преда. Међутим, терориста баца Шива са зграде и Шив умире. Испраћајући га уз почаст војске и полиције, његов усвојени син Амол пали ватру да га кремирају. Ананди се породила, а бебама је дала име Шивам и Нандини. Амолови биолошки родитељи желе да им се Амол врати, али касније ипак одустају јер су видели Анандину љубав и бригу према Амолу. Гориле су напале и киднаповале Гангу због проституције њене сестре, али ју је Јагдиш спасио. Ануп је признао деди и осталима да је оставио прави пут и кренуо лошим и да је Субадра била цело време уз њега. Она има толико отрова да узнемирава све око себе. Када је деда чуо истину, избацио је своју сестру из куће. Сарита је жена којој су отели четворогодишњу кћерку Пуђу и желе да је удају. Ананди јој помаже да је нађу и, уместо ње, киднапују Нандини. Нандини је киднапована да би се удала за Кундана. Ананди се моли да јој се кћерка врати, али она је немоћна у вези са тим. Она се враћа у палату код бабе да живи, а Шекарови одлазе за Сингапур, док Гена, Нанду и Ниранђан такође напуштају палату због неких пословних сврха.
Ананди сазнаје да је Акирађ Синг удао њену кћерку и док је она одвојена од кћерке, радња одмиче једанаест година. Ананди и Шивам живе у палати код Сингових, а Амол се вратио својим родитељима. Преселили су се у Делхи где је почео да студира. Нимболина свекрва, Харки, се лоше понаша према Нимболи, те је једног дана казнила тако што је везала за дрво, а у том моменту је наишла Ананди која је избавила из невоље. Нимболи пада и назива је мама, а Ананди је хвата и њих две се грле. Нимболи је неколико пута помагала Кундановој сестри, Камри, када се нађе у невољи због љубави. Ананди и Шивам иду из палате због напетости Јагдиша и Ганге. Јагдиш, упркос томе што је сазнао да је то био разлог, није успео да их врати.
Камри је заљубљена у момка који се зове Гопал, али њен отац Акирађ не прихвата њихову љубав и жели да се Камри уда за Пушкара који је метално заостао. Ману не зна да му је Ратан прави отац. Ратан је контактирао Ананди и тражио да по последњи пут види сина пошто је на самрти. Ганга ће то покушати да спречи. Камри одлучује да побегне са Гопалом, али Акирађ их проналази и убија Гопала мачем. Ганга је одвела Мануа код Ратана и Ратан умире на Мануовим рукама. Након тога, Ману сазнаје да му је Ратан отац. Акирађ склапа поново договор са Пушкаровим оцем. Камри и Пушкар се венчавају и након тога одлазе са његовим родитељима. Ману напушта палату и бежи заједно са својом девојком Пуђом, са којом жели брак. Стиже нова брачна понуда за Кундана и они договоре венчање, не знајући ништа о Кундановом првом браку. Кундан и Урмила се венчавају, а Нимболи не зна ништа о томе. Ману и Пуђа се венчају, а када Јагдиш сазна за то, он одлази да их тражи, те хапси пандита који их је венчао. Када Ману сазна какав му је био отац, Ананди му говори да се врати у палату, на шта он пристаје и извињава се за своје грешке.
Акирађ најављује отварање школе и Нандини креће у школу. Пуђа показује Мануу тест за трудноћу и шокиран је када види да је тест позитиван. Урмила је такође трудна. Када сазнају да су резултати тачни, Ману говори да имају само један излаз из те ситуације, а то је абортус. Ману даје новац за Пуђин абортус и каже да ће остатак донети. Када је набавио новац, он се предомислио да она абортира, јер је чуо разговор Јагдиша и Ганге који би их раздвојили да нема бебе. Пушкарови родитељи су мртви, ударио их је камион, у којем су у договору са возачем били Камри и Нимболи. После тога, Пушкар је претучен, а касније Камри сазнаје да Акирађ стоји иза тог напада. Због тога што је радила јогу у школи, а јога се мора избегавати у трудноћи, Пуђа је изгубила бебу, а потом су јој одстранили материцу и више неће моћи да постане мајка. Након тога, Пуђа је покушала да се убије.
Акирађова снаја, Мангла, говори Јагдишу да не подржи Акирађа који се кандидовао на изборима и објашњава му какав је он и шта је све урадио. Јагдиш је шокиран истином, те држи говор и говори људима. Акирађ је ухапшен, али ипак бежи. Јагдиш говори Ананди да је пронашао Нандини. Када је Ананди то сазнала, одмах одлази да види Нандини, али је не налази тамо, јер је Мангла отишла са Нандини у своје родно село. Полиција их тражи, али их не налази. Док је Акирађ у затвору, Кундан бежи од правде јер је покушао да силује Нандини и на крају га хапсе. Урмилин и Кунданов брак је неважећи, а дечји брак је пријавила Ананди. Нимболи и Мангла поново беже и крију се код њене пријатељице из детињства. Мангла говори Нимболи да јој је мајка лоша. 
Јагдиш и Ананди одлазе у исти храм где се Мангла и Нимболи крију и Ананди види Нимболи како плеше. Мангла је зауставља и говори јој да не може причати са њеном кћерком, док је Нимболи идентификује као доброг духа и грли је. Мангла објашњава Ананди да је њена кћерка мрзи, јер мисли да је бацила на сметљиште када је била беба. Ананди каже Мангли да крену она и Нимболи у Џаитсар и да можда није сада право време да јој каже истину, али ће бар бити поред ње. Мангла се сложи и говори јој да је ословљавају као Нимболи. Док су оне у палати, Мангла се претвара и каже Нимболи да ће отићи одатле. Док сви заједно ручају, остали чују од Нимболи како јој је Мангла рекла да је зове мајком. Мангла и Ананди се боре за Нандинину љубав. На Акирином суђењу Ананди тражи доживотну казну за Акиру. Нимболи треба да се појави на суд, али Акира ангажује своје људе и хватају је. Када су Ананди, Мангла и Нимболи стигли на суд, Нимболи сведочи против Акире. Ананди тражи помоћ од сељана и они долазе на суд како би исто сведочили против њега. Судија је пресудио да Акира добија доживотну казну затвора. Мангла одлази у своје село због обавеза, а Нимболи остаје код Ананди. Док је Мангла одсутна, Ананди и Нандини проводе време заједно.
Када се све то заврши, Мангла налази жену која треба да глуми Нимболину мајку. Након тога, Нимболи мисли та је то истина и брани Манглу, те се онесвести и добије високу температуру. Нимболи се касније претвара да је болесна и прети својим одласком. Акира бежи из затвора и стиже у своју кућу и планира убити Нимболи и Манглу. Међутим, он прети Урмили и говори јој да ће је убити, док она осећа бол у стомаку и има порођајне болове иако је у седмом месецу трудноће. Докторка говори да није успела да спаси Урмилу и њену бебу. Акира киднапује Гангу и уцењује Јагдиша и каже му да дође код њега са Ананди, Нимболи и Манглом. После краћег времена, Јагдиш спашава Гангу и пуца у Акиру, који после умре. Када се проширила информација у његовој смрти, испоставило се да он није мртав, али за то нико не зна. Због тога што Акира не жели да ико сазна да је он жив, прерушио се у другу особу. Он седи са мађионичарем, али они заправо раде трикове и заваравају народ. Једног дана долази Харки код њих и Акира јој ставља синдор на чело. Потом, она сазнаје да јој је муж жив и почиње да облачи сари у боји. Акира јој говори да не говори ником да је жив. После, када и Кундан сазна, они смишљају план да се освете својим непријатељима.

### Акира и Ананди умиру, крај прве сезоне
Нимболи сазнаје да је Мангла лагала за праву мајку и сазнаје праву истину да јој је Ананди биолошка мајка. Она се враћа у палату и почиње да мрзи Манглу. Након тога, Мангла луди након што изгуби Нимболи, а Ананди је одводи у клинику за ментално оболеле. У посету јој долази Нимболи, али она мисли да је њена Нимболи заправо лутка и говори јој да иде. Мангла бежи из болнице, баца се са литице, јер јој је лутка отишла у провалију, и умире. Ананди препознаје Акиру, али Акира је баца у бунар. Она се освести и супроставља му се са сеоским женама. Харки издаје свог мужа, говорећи да је он Акира. Акира пуца у Ананди, али Каљани је штити својим телом и прима метак, те умире на Анандином крилу. Харки убеђује Акиру да не чини више зло другима, али он је веже. Ананди, Нандини и Шивам беже према шуми, затим се склањају на безбедно место и сакривају од Акире да би се вратили у село. Након сталног трчања, долазе до моста. Акира и Кундан их прате, а ту су и његови људи. Ананди узима пиштољ од једног човека, уперује га у Акиру и пуца у њега. Овај узима Шивама и каже да ће га гурнути са моста. Међутим, Ананди гура Шивама и Нандини у реку да их спаси од Акире. Акира пуца у Ананди, која такође пада у реку рањена, а Јагдиш долази и пуца у Акиру. Јагдиш не може да пронађе Ананди и децу и мисли да су сви мртви. Ананди успева да извади децу из реке. Она говори деци да је била у праву и да их нико не може раздвојити. Нандини јој каже да их никада не оставља. Крај прве сезоне.

## Друга сезона
Друга сезона приказује одраслу Нандини након петнаест година која се налази у усвојеној породици и њен љубавни живот.
Нандини се заљубљује у згодног и паметног младића Криша и удаје се за њега. Откривено је да је Кришов очух заправо Акирин син и он креће да кује завере против Нандини. Ипак, Нандини налази свог брата и успева да разоткрије злочинца, који је ухапшен на крају. 
Она завршава дневник и ову велику сагу.

## Улоге

### Прва сезона
| Улога                          | Глумац                          | Напомена        |
| ------------------------------ | ------------------------------- | --------------- |
| Ананди Шивраџ Шекар            | Авика Гор                       | дете            |
| Ананди Шивраџ Шекар            | Пратиша Банерџи                 | млађа           |
| Ананди Шивраџ Шекар            | Торал Распутра                  | старија - мртва |
| Јагдиш Бајрон Синг             | Авинаш Мукерџи                  | дете            |
| Јагдиш Бајрон Синг             | Шашанк Вијас                    | млађи           |
| Јагдиш Бајрон Синг             | Шакти Ананд                     | старији         |
| Ганга Јагдиш Синг              | Срити Ја                        | млађа           |
| Ганга Јагдиш Синг              | Саргун Мехта                    | млађа           |
| Ганга Јагдиш Синг              | Асија Кази                      | старија         |
| Нандини Кундан Синг (Нимболи)  | Граси Госвами                   |                 |
| Кундан Синг                    | Спарш Шривастав                 | млађи           |
| Кундан Синг                    | Каран Пахва                     | старији         |
| Каљани Деви                    | Хиба Шах                        | млађа           |
| Каљани Деви                    | Сурека Сикри                    | старија - мртва |
| Шивам Шиврађ Шекар             | Вирен Вазирани                  |                 |
| Ману Јагдиш Синг               | Даири Ашани                     | млађи           |
| Ману Јагдиш Синг               | Харш Мехта                      | старији         |
| Акирађ Синг                    | Сунил Синг                      | мртав           |
| Харки Акира Синг               | Рударкши Гупта                  |                 |
| Мангла Деви (Диса)             | Рађешвари Сачдев                | мртва           |
| Камри Акира Синг               | Фарах Хусеин                    |                 |
| Пушкар                         | Паричеј Шарма                   |                 |
| Анант                          | Хител Теђвани                   |                 |
| Ниди                           | Види Пандија                    |                 |
| Наина (Чагни)                  | Минакши Арија                   |                 |
| Урмила                         | Триша Капур                     | мртва           |
| Јаташанкар Синг                | Абеј Јоши                       | мртав           |
| Багирати Синг                  | Јума Митра                      | мртва           |
| Гопал                          | Риши Дев                        | мртав           |
| Шивраџ Ануп Шекар              | Сидарт Шукла                    | мртав           |
| Гена Васант Синг               | Неха Марда                      | млађа           |
| Гена Васант Синг               | Шитал Кандал                    | старија         |
| Нандкишор Васант Синг (Нанду)  | Риши Сонеча                     | млађи           |
| Нандкишор Васант Синг (Нанду)  | Санџеј Басак                    | старији         |
| Бајрон Дарамвир Синг           | Ануп Сони                       |                 |
| Сумитра Бајрон Синг            | Смита Бансал                    |                 |
| Васант Махавир Синг            | Сатјаџит Шарма                  | мртав           |
| Ниранђан                       | Рахоул Лохани                   |                 |
| Премкишор Шекар (Даду)         | Судир Пандеј                    |                 |
| Субадра                        | Сушмита Мукерџи                 |                 |
| Алок Премкишор Шекар           | Џаинираџ Рајпурохит             |                 |
| Иравати Алок Шекар (Ира)       | Сонал Ја                        |                 |
| Минакши Ануп Шекар (Мину)      | Анита Кулкарни                  |                 |
| Анупраџ Премкишор Шекар (Ануп) | Авинаш Вадаван                  | млађи           |
| Анупраџ Премкишор Шекар (Ануп) | Акшеј Ананд                     | старији         |
| Амол Шивраџ Шекар              | Кушмит Гил                      | млађи           |
| Амол Шивраџ Шекар              | Шубам Ја                        | старији         |
| Хардик                         | Гаурав Бајај                    |                 |
| Гули                           | Ниди Ја                         | млађа           |
| Гули                           | Сонам Ламба                     | старија         |
| Санчи Вивек Кабра              | Руп Дургапал                    |                 |
| Вивек Кабра                    | Вимарш Рошан                    |                 |
| Саураб Кабра                   | Сонал Ханда                     |                 |
| Суман Кабра                    | Шалини Арора                    |                 |
| Рошан Кабра                    | Боби Парвез                     |                 |
| Раки Кабра                     | Фарина Парвез Јаримари          |                 |
| Сона                           | Гитанџали Мишра                 |                 |
| Лал Синг                       | Арпит Јоши                      | млађи           |
| Лал Синг                       | Семал Бат                       | старији         |
| Гаури Јагдиш Синг              | Махима Маквана                  | млађа           |
| Гаури Јагдиш Синг              | Анџум Фаруки                    | млађа           |
| Гаури Јагдиш Синг              | Деблина Чатерџи                 | старија         |
| Махи Ануп Шекар                | Абишек Тивари                   |                 |
| Ратан Синг                     | Чандреш Синг                    | мртав           |
| Расика                         | Швета Махадик                   |                 |
| Прамила                        | Камалика Гуха Такурта           |                 |
| Палаш                          | Харш Чаја                       |                 |
| Нату                           | Динеш Сони                      |                 |
| Ануђ                           | Мохит Аброл                     |                 |
| Балачандар (Бал)               | Павитра Саркар                  |                 |
| Шијам Мадан Синг               | Викрант Масеј                   | млађи           |
| Шијам Мадан Синг               | Сачин Шроф                      | старији         |
| Сугна Шијам Синг               | Виба Ананд                      | млађа           |
| Сугна Шијам Синг               | Јанви Чеда                      | старија         |
| Варун Шијам Синг               | Шиванш Котија                   |                 |
| Казан Синг                     | Чаитанија Адиб                  |                 |
| Багвати Казан Синг (Баго)      | Баирави Раичура                 | мртва           |
| Мадан Синг                     | Амар Шарма                      |                 |
| Вилма Ман Синг                 | Малини Хамид Наварјунакондакали |                 |
| Пули Барат Синг                | Мамта Чатурија                  |                 |
| Аша                            | Неха Госаин                     |                 |
| Ашима                          | Рина Агарвал                    |                 |
| Сандија                        | Садија Сидики                   |                 |
| Кришна Говинд Синг             | Прети Сахај                     |                 |
| Сундар                         | Мадкухар Парашар                |                 |
| Рада Мадан Синг                | Асмита Шарма                    |                 |
| Рам Чаран Синг                 | Абиџит Лахири                   |                 |
| Махавир Синг                   | Рајендра Гупта                  |                 |
| Типри                          | Сакши Танвар                    |                 |
| Суман                          | Прија Ахуџа                     |                 |
| Барат Синг                     | Сумит Малан                     |                 |
| Канчан Синг                    | Урмила Шарма                    |                 |
| Чатури Барат Синг              | Светлана Мишра                  |                 |
| Шивани Раџадјакша              | Ниведита Батачарија             |                 |
| Кунда                          | Смита Оак                       |                 |
| Шраван                         | Фахад Али                       |                 |
| Хет Синг                       | Санџеј Батра                    |                 |
| Васундара Синг (Баба-тетка)    | Фарида Џалал                    |                 |
| Пандит                         | Бриј Мохан Шастри               |                 |
| Јамуна Васант Синг             | Гита Тиаги                      | мртва           |
| Пратап Хукум Синг              | Јехангир Вакил                  | мртав           |
| Чампа                          | Шившакти Сачдев                 | мртва           |

### Друга сезона
| Глумац          | Улога                           | Напомена                  |
| --------------- | ------------------------------- | ------------------------- |
| Махи Виђ        | Нандини Шекар                   | главна јунакиња           |
| Руслан Мумтаз   | Криш                            | главни јунак              |
| Винит Кумар     | Кундан Акираџ Синг / Абајрам    | главни негативац          |
| Авинаш Сачдев   | Амит Гоел                       | бивши јунак               |
| Смрити Кана     | Вандана Амит Гоел               | Амитова жена              |
| Дишанк Арора    | Шивам Шекар                     | Нандинин брат             |
| Јукти Капур     | Суда Шекават / Суда Пушкар Синг | Нандинина усвојена сестра |
| Сонија Шах      | Каруна                          | Кришева мајка             |
| Нимиша Вакарија | Тривени                         | Карунина сестра           |
| Шахаб Кан       | г. Шекават                      | Судин отац                |
| Ниду Бандеј     | Џамуна Шекават                  | Судина мајка              |
| Ануш Ананд      | Премал Синг                     | Судин муж, негативац      |
| Хетал Јадав     | непознато                       | Судина свекрва, негативка |
| Притви Шанкала  | Нареш Гоел                      | Амитов отац               |

## Награде
Серија је награђивана многобројним наградама од почетка приказивања. Награде су добили млади глумци који су тумачили дечје улоге Ананди и Јагдиша, затим баба Каљани (Сурека Сикри) за најбољу негативну улогу, а након три године добија и за најбољу споредну улогу. Потом, њена снаја Сумитра и Сумитрин муж Бајрон, као и његов серијски брат Васант. Две награде су добили за најбољу серију са друштвено–корисном поруком која се бави питањем дечјег брака. Годину дана од почетка приказивања у Индији, добија углед најпознатије дневне серије, а 2011. понавља тај успех. Музика је гледаоце доводила до суза, те је Лалит Сен два пута изабран за најбољег музичког директора. 2011. тада већ као зрели ликови, награде добијају Ананди (Пратиша Банерџи), Јагдиш (Шашанк Вијас) и Гаури (Анџум Фаруки). Пратиша и Шашанк изабрани су за најбоље телевизијске личности и најбољи пар. Ту је и награда за најбољу серију која се састоји од низа наставака и награда за најбољи ансамбл.